# Richard Küch

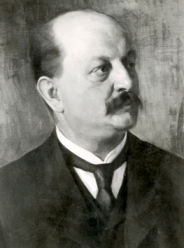
Richard Küch

Richard Küch (* 30. August 1860 in Salmünster; † 3. Juni 1915 in Hanau) war ein deutscher Physiker und Chemiker. Er konstruierte um 1904 die Höhensonne als Quecksilberdampflampe aus Quarz.

## Frühe Jahre und Ausbildung
1869 zog Richard Küch, wegen der Versetzung des Vaters, der als Rentmeister arbeitete, nach Hanau. Sein jüngerer Bruder war der spätere Historiker und Archivar Friedrich Küch (1863–1935). Richard Küch besuchte die Hohe Landesschule in Hanau und bestand 1878 die Abiturprüfung.
Von 1879 an studierte Küch zuerst an der Philipps-Universität Marburg Mathematik, Physik, Chemie und Naturwissenschaft. Am 19. Juli 1879 wurde er im Corps Hasso-Nassovia recipiert. Als geklammerter Subsenior und Senior inaktiviert, wechselte er an die Universität Leipzig mit dem Ziel, eine akademische Laufbahn einzuschlagen. Mit einer Doktorarbeit bei dem Mineralogen Ferdinand Zirkel wurde er in Leipzig summa cum laude zum Dr. phil. promoviert. Danach nahm er, von Zirkel hierfür empfohlen, eine Stelle bei den Gelehrten Wilhelm Reiß und Moritz Alphons Stübel an. Diese hatten aus eigenen Mitteln eine Forschungsreise durch das Hochgebirge der Republik Ecuador unternommen und zogen Richard Küch zur Bearbeitung der Petrographie der vulkanischen Gesteine heran.
Küch zog dann nach Berlin und arbeitete dort für kurze Zeit als Assistent am Mineralogisch–Petrographischen Institut der Universität Berlin. Er gab diese Stellung aber 1887 kurz nach dem Tode seiner Mutter auf. In Berlin lernte der Entwickler seine spätere Frau, die Witwe Ida Calckhof geb. Ziesenis, Beamtentochter aus Celle, kennen. Die Hausfrau, die mit einer Tochter zurückgeblieben war, nahm in ihrem Haus in einem Berliner Villenvorort einige Gäste auf. Darunter war auch der mit ihrem verstorbenen Mann weitläufig verwandte Richard Küch.

## Wirken bei der Firma Heraeus
Zwischen 1888 und 1889 erhielt Richard Küch von seinen ehemaligen Schulfreunden Wilhelm Heraeus und Heinrich Heraeus den Auftrag Untersuchungen an Fotopapier aus Platin durchzuführen. Obwohl die Forschung am Platinfotopapier ergebnislos blieb, waren die Heraeus-Brüder von der Arbeitsweise von Küch so überzeugt, dass sie ihm 1890 in der familieneigenen Platinschmelze, die sie ein Jahr zuvor von ihrem Vater übernommen hatten, eine Anstellung als Leiter der wissenschaftlichen Forschung anboten. Küch nahm das Angebot im April 1890 an und verließ Berlin zusammen mit Ida Calckhof, die er wenig später heiratete und gründete mit ihr einen Hausstand an der Kinzig in Hanau.
Seine Arbeit bei Heraeus trug schnell Früchte und so reichte Heraeus 1891 unter der Regie Küchs das erste Patent der Firmengeschichte ein. Das Reichspatent 63591 patentierte die Vergoldung von Platinblech. Dieses Gold-Platin-Blech wurde dann zu Kesseln verarbeitet, was der Vereinfachung der Aufkonzentrierung von Schwefelsäure diente. 1896 wurde mit der Übernahme der Glanzgoldfabrik August Herbst der Grundstein für die Glanzgoldproduktion bei Heraeus gelegt. Auf Glanzgold folgten Glanzsilber und Glanzplatin. Die „keramische Abteilung“ in der Heraeus Platinschmelze entwickelte unter Küch die Edelmetallpräparate kontinuierlich weiter.
Eine weitere bahnbrechende Erfindung von Richard Küch war die Gewinnung von blasenfreiem Quarzglas höchster Reinheit, durch das Schmelzen von Bergkristall bei hohen Temperaturen (bis 2000 °C) in einer Knallgasflamme. Seitdem steht mit Quarzglas ein neuer Werkstoff mit besonderen Eigenschaften industriell zur Verfügung, mit dem sich bis heute ein eigener Konzernbereich bei Heraeus beschäftigt. Mit den weiteren Entwicklungen von Quarzglas macht 1904 eine von Küch entworfene Quecksilberdampf-Quarzglaslampe in der medizinischen Lichttherapie Karriere. Mit Tscheslaw Stefan Retschinsky baute er 1906 die erste Quecksilberdampf-Hochdrucklampe. Mit der „Höhensonne“ von Original Hanau® gilt Küch als Erfinder der UV-Hochdrucklampe und Wegbereiter der Körperbestrahlung mit künstlichen Lichtquellen.
Mit Hilfe des Quarzglases entwickelte Richard Küch zusammen mit seinem damaligen Mitarbeiter Ernst Haagn ein elektrisches Widerstandsthermometer aus Platindraht, mit dem es möglich war auch Temperaturen von −220 °C bis maximal 600 °C sehr genau zu bestimmen.

## Letzte Jahre und heutige Würdigung
1909 wurde Richard Küch Mitgesellschafter der neu gegründeten W. C. Heraeus GmbH (heute: Heraeus Holding GmbH) und neben den Brüdern Heraeus einer der drei Geschäftsführer. Er war außerdem Mitglied des Vereins Wetterauische Gesellschaft für die gesamte Naturkunde zu Hanau 1808 e. V. 1915 im Jahr seines 25-jährigen Firmenjubiläums starb Küch am 3. Juni 1915 in Hanau an den Folgen einer Herzerkrankung.
Bis heute würdigt die Firma Heraeus den Stellenwert von Küchs Entwicklungen und Erfindungen. Auf dem Werksgelände hat sie ihr Kommunikations- und Präsentationsforum nach ihm benannt. Die Stadt Hanau benannte eine Straße in der Nähe seines früheren Wohnhauses nach ihm und auch seine Geburtsstadt Salmünster ehrte ihn durch eine Richard-Küch-Straße.